# Musée Teyler
 (janvier 2025).
Si vous disposez d'ouvrages ou d'articles de référence ou si vous connaissez des sites web de qualité traitant du thème abordé ici, merci de compléter l'article en donnant les références utiles à sa vérifiabilité et en les liant à la section « Notes et références ».

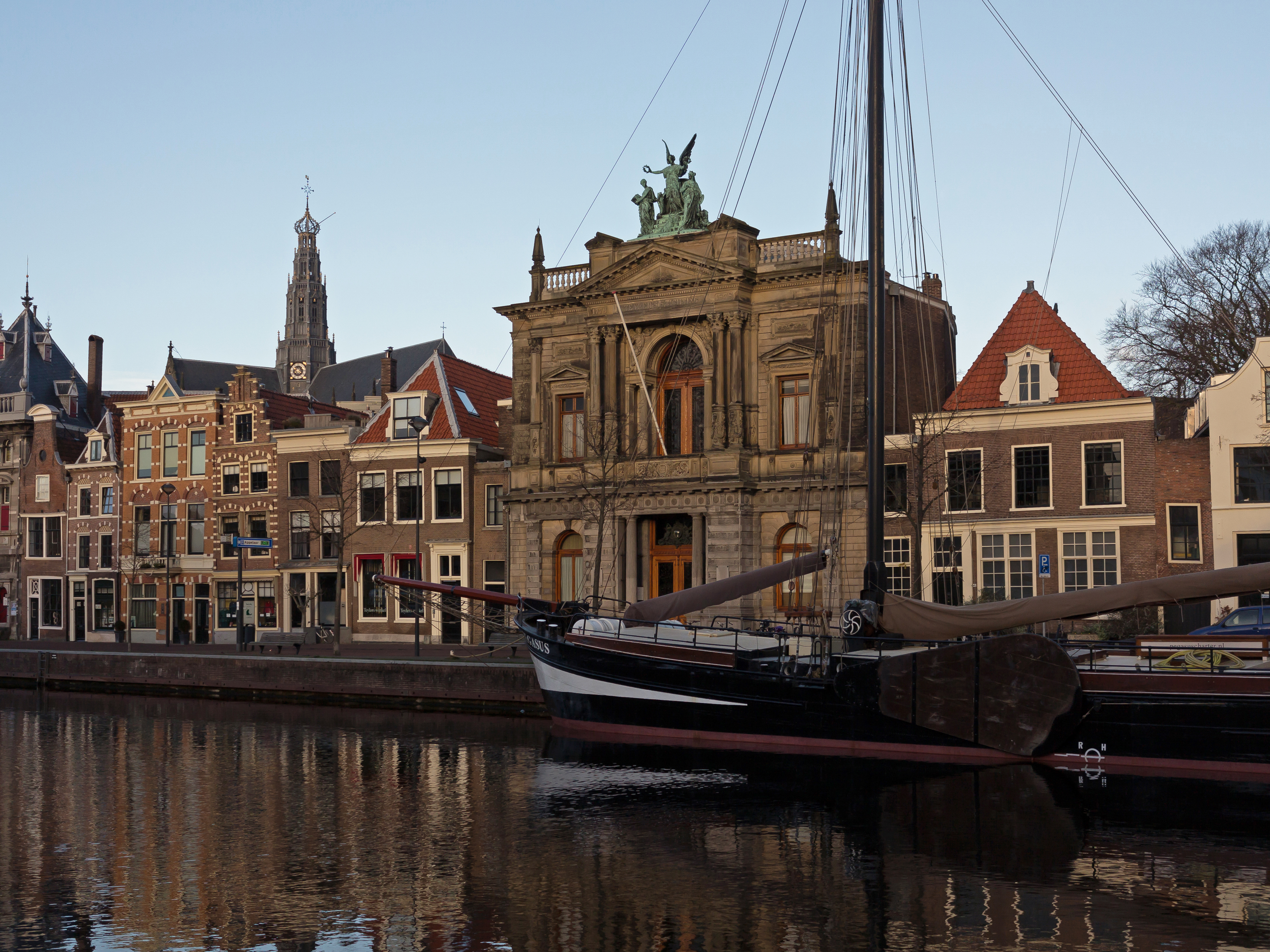
Le musée Teyler, vu de la Spaarne.

Le musée Teyler (en néerlandais, Teylers Museum ou Teylermuseum) est situé à Haarlem (Pays-Bas). Il fut fondé en 1778 selon le testament du riche fabricant de textile et banquier Pieter Teyler van der Hulst, lequel, resté sans descendance, disposa que sa fortune devait être utilisée à promouvoir les arts et la science, sous l’égide d’une fondation portant son nom. Le musée, créé par la suite sous l’impulsion de cinq de ses amis, dont Martin van Marum, eut d’abord la forme d’un centre de connaissances accessible au public, où étaient proposées des démonstrations scientifiques et où se tenaient des séances d’explication sur l’art, et ne se mua que plus tard en un musée au sens moderne du terme. Il se trouve hébergé dans un édifice composé de divers corps de bâtiment, datant en majeure partie du XIXe siècle, pour l’essentiel de style néo-classique et néo-baroque, mais dont se détache en particulier le plus ancien, appelé la Salle ovale, de 1784, situé derrière ce qui avait été l’hôtel particulier de Pieter Teyler, et qui a gardé intacts son architecture et son ameublement néo-classiques d’origine. Le fonds du musée, qui regroupe les collections constituées par Pieter Teyler, augmentées d’importantes acquisitions ultérieures notamment par Van Marum, est depuis l’origine subdivisé en cinq cabinets : la collection d’art (tableaux anciens et peinture dix-neuviémiste), la bibliothèque scientifique, le cabinet de physique (instruments anciens), le cabinet de minéralogie et paléontologie (fossiles et minéraux), et un important cabinet numismatique (monnaies anciennes et médailles).
Le musée accueille quelque 100 000 visiteurs chaque année. Il est classé au titre de monument national des Pays-Bas et figure sur la liste provisoire du patrimoine de l’humanité de l’UNESCO. Le site architectural, en particulier la Salle ovale, inaltérée et en parfaite adéquation avec l’esprit des Lumières, permet au musée de porter son ambition muséale au-delà de la simple exposition d’objets du passé, puisque ceux-ci, incarnant et illustrant les idéaux, la vie intellectuelle et les goûts des Lumières, sont disposés dans leur environnement originel, et par là mieux aptes à composer de cette époque une saisissante évocation globale.

## Historique

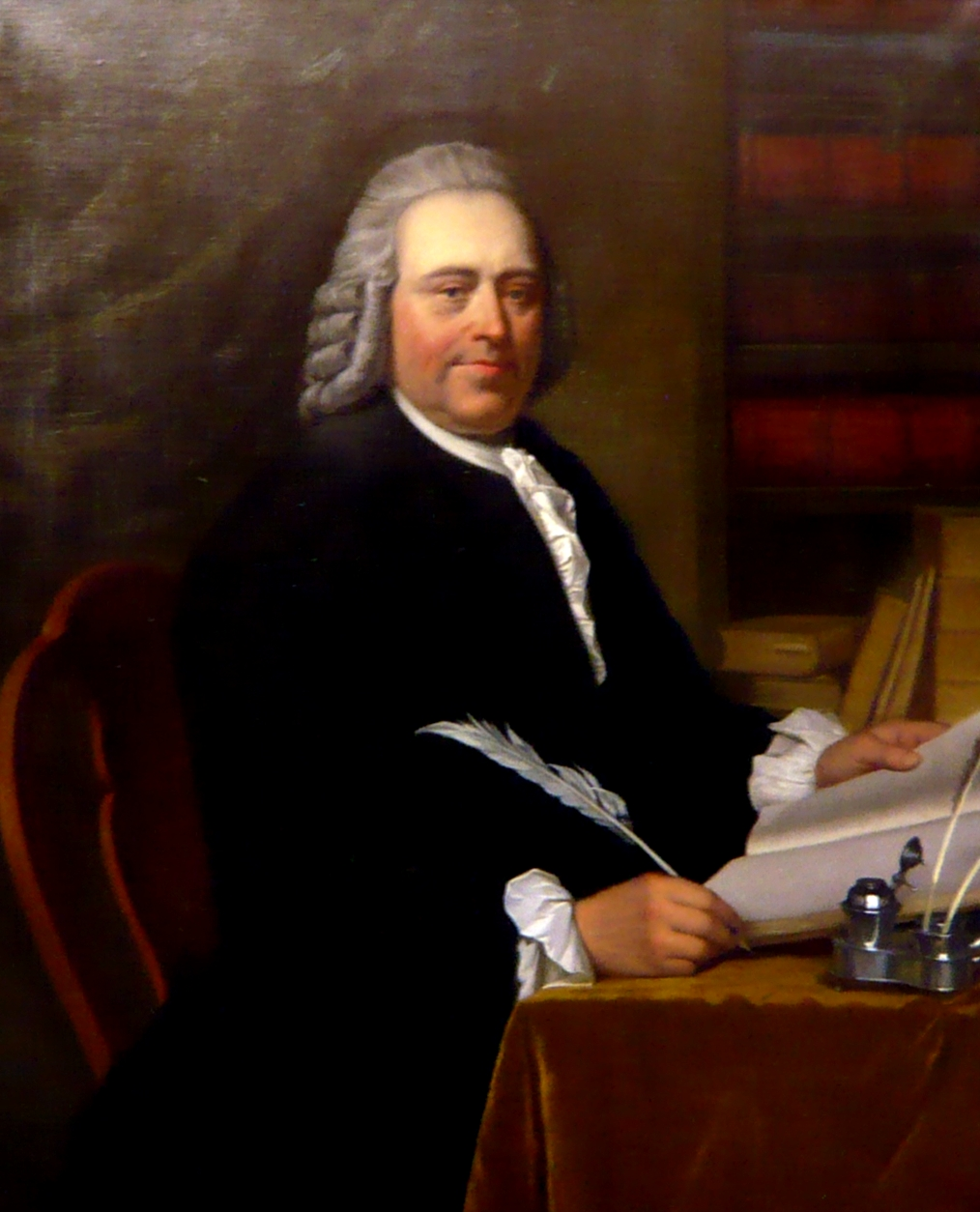
Pieter Teyler van der Hulst, portrait par Wybrand Hendriks.

Le musée doit son nom à Pieter Teyler van der Hulst (1702–1778), riche fabricant haarlémois de lin et de soie, ainsi que banquier. Celui-ci, adepte du baptisme, était en même temps un fervent disciple des Lumières et portait aux arts et aux sciences un vif intérêt. Si, de son vivant, il se signala comme grand stimulateur de la vie culturelle et intellectuelle haarlémoise, c’est toutefois pour après sa mort qu’il voulut réserver ses plus grands desseins en la matière. En effet, par le testament qu’il fit établir en 1756, deux ans après le décès de son épouse, et auquel il apporta souvent par la suite des modifications de détail, il légua son hôtel particulier, ses collections personnelles et la quasi-totalité de sa vaste fortune à une fondation placée « sous l’Administration et la direction, de même que sous la surveillance et la gestion de cinq personnes », personnes qu’il entendit dans un premier temps désigner lui-même. La direction et les deux sociétés (Genootschappen) qu’il voulait voir fondées auraient à se réunir dans sa maison particulière, sise au no 21 de la Damstraat, et désormais désignée par Fundatiehuis (« Maison de la Fondation »). Ces deux sociétés devaient compter chacune sept membres. Il était loisible aux sociétaires d’utiliser sa bibliothèque personnelle et ses collections, à charge pour eux de les enrichir. À la fin du testament figure en quelques mots brefs la véritable visée de Teyler : « promouvoir la religion, les arts et les sciences, dans l’intérêt général », cette dernière précision impliquant aussi l’assistance aux indigents. Ce testament est du reste le seul document dont on ait pu tirer quelque renseignement sur la personne de Teyler lui-même ; en effet, il n’a pu être trouvé aucun document personnel le concernant, comme s’il s’était appliqué à effacer toute trace de sa vie personnelle.
Cependant, l’obligation de créer un musée n’était pas évoquée dans le testament. Si le musée Teyler vit néanmoins le jour en 1784, ce fut grâce aux cinq premiers directeurs de la fondation Teyler, tous amis de Pieter Teyler, lesquels décidèrent en 1778 de fonder, en exécution du testament, un institut de connaissances et d’enseignement et de faire édifier à cet effet, à l’arrière de l’ancien hôtel particulier de Pieter Teyler, sis dans la Damstraat, rue grosso modo perpendiculaire au quai de la Spaarne, une imposante salle de musée, la salle dite « ovale », à la conception de laquelle l’architecte Leendert Viervant s’attela en 1779 ; c’est en 1784 que cette salle ovale, érigée en style néo-classique, fut finalement ouverte au public, après que Martin van Marum, qui avait été nommé premier directeur du musée, eut réussi en deux ans, par une énergique politique d’acquisitions, à la peupler d’objets. La salle, joyau du musée, demeurera ensuite quasi inchangée jusqu’à nos jours. Le musée Teyler peut ainsi s’enorgueillir d’être le premier musée des Pays-Bas, ouvert au public sans interruption depuis 1784, et où les collections peuvent se contempler dans leur environnement originel. Si cependant le dessein d’origine ne prévoyait pas d’emblée de réaliser un musée au sens actuel du terme, mais bien plutôt de créer un laboratoire et un atelier, il s’agissait néanmoins d’une initiative révolutionnaire, fruit des aspirations des Lumières : en l’espèce, créer, à l’instigation et à l’usage des citoyens, un institut du savoir, où l’on pût, en dehors de toute contrainte de l’Église ou de l’État, découvrir le monde par soi-même. Les divers objets collectionnés par Pieter Teyler – objets d’art, ouvrages scientifiques, instruments de physique, dessins, fossiles et minéraux – furent ainsi réunis en un même lieu ; les livres servaient à l’étude, les instruments de physique étaient utilisés lors de démonstrations, tandis que les gravures alimentaient la discussion pendant des entretiens sur l’art ; les fossiles et les minéraux trouvaient leur usage lors de cours publics. 

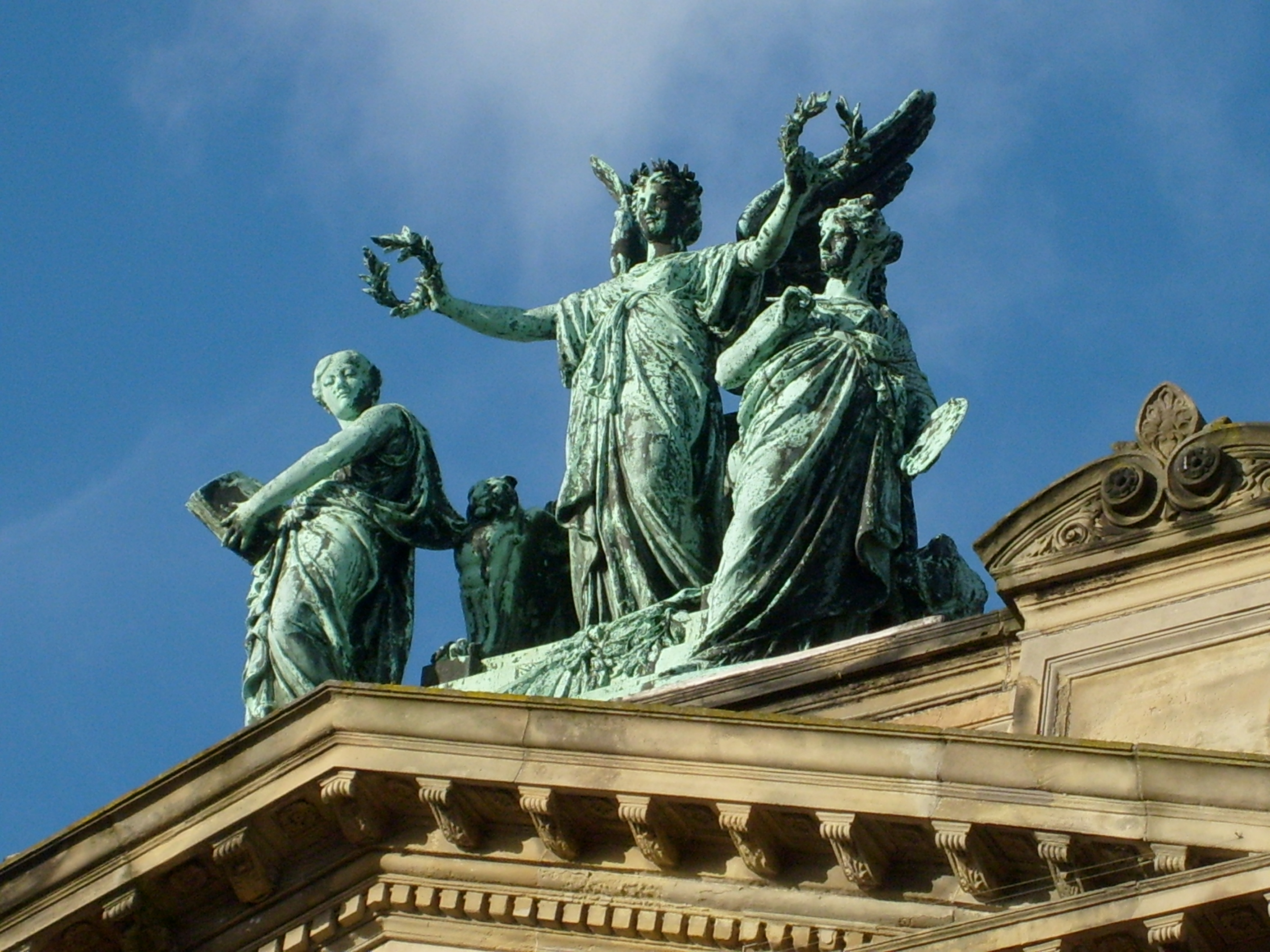
Sculpture surmontant le fronton du corps de logis sis sur le quai de la Spaarne, et intitulé Science et Art couronnés par la renommée.

Van Marum était chargé de constituer les collections et entretenait des contacts scientifiques. Il allait exercer sa fonction pendant plus d’un demi-siècle (jusqu’en 1837) et a laissé une forte empreinte sur le développement du jeune musée. Il était, outre sa fonction de directeur de musée, chef-bibliothécaire et conservateur du cabinet de physique (instruments) et de paléontologie-minéralogie (fossiles et minéraux). Van Marum tint registre de ses activités dans trois journaux – l’un sur la genèse de la collection d’instruments, un autre sur les fossiles et minéraux, et un troisième sur la bibliothèque –, qui permettent de reconstituer avec précision l’histoire précoce du musée. Plus tard, en 1823 et 1833, Van Marum composera une histoire générale du musée Teylers.
Dans les deux siècles qui suivirent, le musée connut plusieurs extensions. En 1878, un nouveau bâtiment d’entrée, d’allure monumentale, fut construit sur le quai de la Spaarne, d’après les plans de l’architecte viennois Christian Ulrich. Dans la foulée, l’architecte haarlémois Adrianus van der Steur (1836-1899) conçut les deux salles qui font suite au bâtiment d’entrée. Enfin, en 1990, l’on entreprit, après appel d’offres, remporté par le bureau de l’architecte Hubert-Jan Henket, d’augmenter considérablement encore le complexe : par l’acquisition d’un vaste immeuble, de banale apparence, situé au nord-est du musée, aménagé en dépôt et en locaux administratifs (1993) ; puis par l’ajout d’une vaste aile moderne, après l’achèvement de laquelle, en 1996, le musée comptera désormais 12 salles d’exposition ; et enfin par l’achat et le remaniement de la maison d’habitation jouxtant à gauche le bâtiment d’entrée sur la Spaarne, pour y loger, au rez-de-chaussée, une boutique.
Le 24 janvier 2012, le musée Teylers a annoncé son intention de collaborer avec Wikipédia,.

## L’édifice
Les corps de bâtiment contigus dont se compose le complexe muséal actuel sont disposés en forme de « L » irrégulier et forment un ensemble composite, leurs dates de construction s’échelonnant en effet sur plus de deux siècles. Abstraction faite de l’aile moderne, la plupart des bâtiments cependant remontent au XIXe siècle, seule la Salle ovale, érigée en 1784 dans le style néo-classique, ayant été érigé à la fin du XVIIIe, époque de la fondation du musée. L’hôtel particulier qu’avait habité Pieter Teyler van der Hulst, sis au 21 de la Damstraat, daté du milieu du XVIIIe siècle, de style également néo-classique, fait aussi partie du musée et lui sert d’entrée secondaire. 

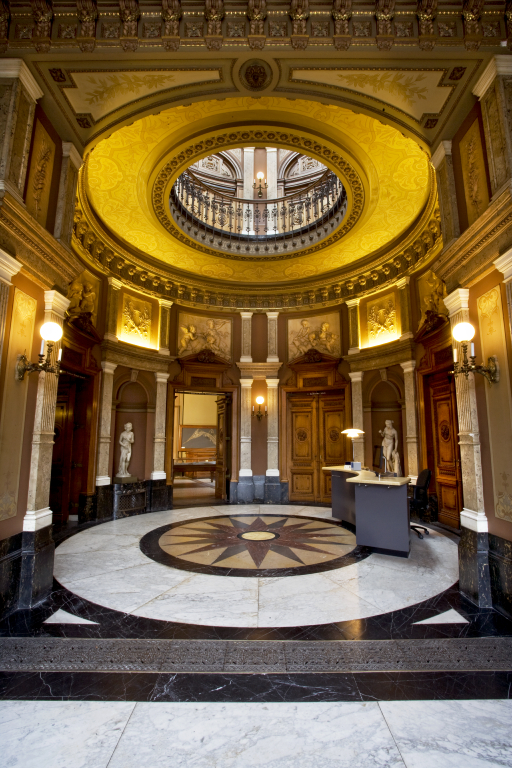
Vestibule d'entrée du bâtiment sur la Spaarne.

Les extensions se réalisèrent en plusieurs campagnes successives :
- d’abord, une cinquantaine d’années après la fondation, par l’adjonction, au nord-est de la Salle ovale, de deux corps de bâtiment en enfilade, l’un, doublé d’une bibliothèque à l’étage (1824-26), destiné à loger la collection d’aquarelles (Aquarellenzaal) et l’autre, dite Première Salle des peintures (Eerste Schilderijenzaal, 1838), à accueillir les collections d’art ;
- ensuite, en 1879, à l’occasion du centenaire de la Salle ovale, par l’édification, au sud-est et à quelque distance de celle-ci, du monumental bâtiment d’entrée sur le quai de la Spaarne, dont la conception fut confiée, après concours, à l’architecte viennois Christian Ulrich, et qui présente une façade symétrique à deux niveaux et trois travées, en pierre de taille blanche, richement ornementée d’éléments symboliques en rapport avec le contenu et la fonction du musée, combinant des ingrédients néo-classiques et néo-baroques, rythmée de pilastres, dotée d’un bandeau et d’une corniche décorés, se terminant par un attique, et dont la travée centrale, en saillie, comprenant à l’étage une loggia plein-cintre avec garde-corps armorié aux armes de Pieter Teyler, est surmontée par un fronton que supportent deux paires de colonnes et que vient couronner un groupe statuaire, personnifications des Arts, des Sciences et de la Renommée, œuvre du sculpteur Bart van Hove, de 1886, le tout abritant un vestibule d’entrée circulaire abondamment décoré, coiffé d’une coupole de verre, et une cage d’escalier, richement garnie d’ornements en stuc et de sculptures ;
- par la construction, dans la période 1880-1885, à l’arrière dudit bâtiment d’entrée, et faisant la jonction entre celui-ci et la Salle ovale, des deux Salles des fossiles (Fossielenzalen) et de la Salle des instruments (Instrumentenzaal), sous la direction de l’architect haarlémois A. van der Steur jr. ;
- par l’ajout, en 1893, de la Deuxième Salle des peintures (Tweede schilderijenzaal) ;
- enfin, plus d’une centaine d’années plus tard, en 1996, par l’ouverture d’une nouvelle aile moderne, renfermant une vaste salle d’exposition, un pavillon éducatif et un café-restaurant.

Reste à signaler l’aménagement, en 2002, le long du flanc sud-ouest du musée, d’une salle multimédia, dite Salle i, et d’une boutique.
En dépit de l’hétérogénéité de l’édifice, les différents corps de logis qui composent le musée ont pour l’essentiel préservé leur état d’origine, tant pour le plan au sol que pour l’aménagement et le détail de leur ameublement ; entre autres, les Salles des fossiles ont gardé tels quels leurs revêtements de sol, avec leur réseau de tubes de fonte du chauffage central, leurs parois intérieures originales scandées de pilastres, leurs plafonds subdivisés en caissons, et leurs meubles-vitrines.

### Salle ovale
La Salle ovale, édifiée dans le fond du jardin de ce qui avait été la demeure de Pieter Teyler, et essentiellement façonnée par Martinus van Marum, est la partie centrale et la plus ancienne du musée, et sans contredit son plus grand attrait. Son origine remonte à 1779, année où le Conseil des directeurs donna mission à l’architecte Leendert Viervant de livrer les plans d’une « salle de bibliothèque et de dilettantisme » (boek- en liefhebberyzaal). Une fois achevée et meublée, la Salle ovale servit à partir de 1784 à exécuter des expériences scientifiques en présence du public, à pratiquer les sciences et à se livrer à l'étude de celles-ci, dans l’esprit des Lumières. Une galerie, qui enserre la salle sur tout son pourtour, hébergeait la bibliothèque, laquelle fut mise en communication, en 1826, avec la nouvelle bibliothèque avec galerie située au-dessus de la Salle des aquarelles.

#### Le style néo-classique et les principes le sous-tendant

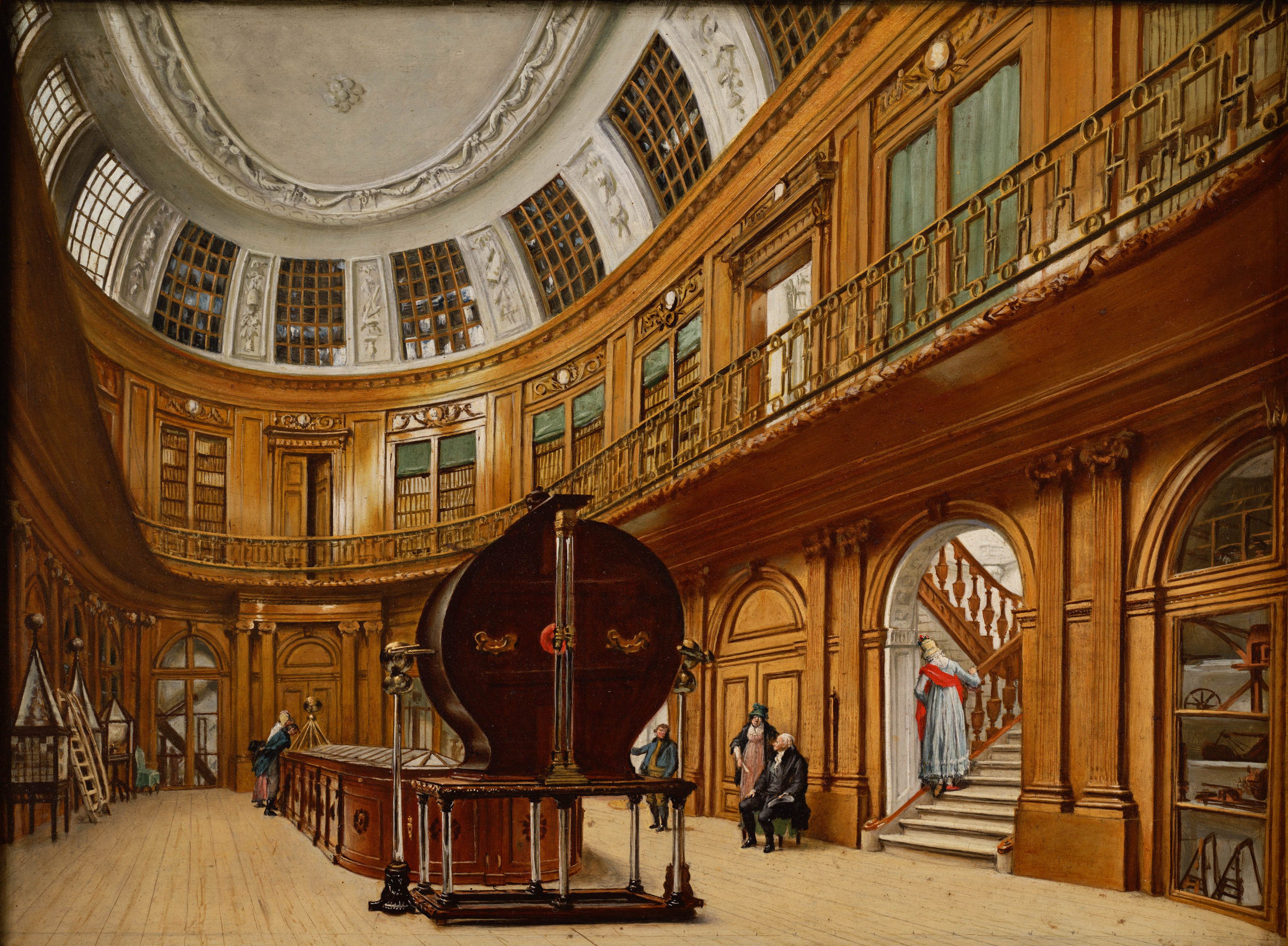
La Salle ovale, tableau de Wybrand Hendriks (entre 1800 et 1820). Remarquer à l'avant-plan la machine électrostatique de Van Marum, « emballée » dans son meuble néo-classique.

La somptueuse Salle ovale, espace à la fois pratique et symbolique, est un représentant précoce du néoclassicisme hollandais. Dans la seconde moitié du XVIIIe siècle, le style rococo, jugé dépassé, tant pour l’architecture que pour l’ameublement, eut à faire place à un style classique repris de l’antiquité grecque et latine, désigné par « néo-classicisme ». L’avènement et la diffusion de ce style, qualifié de « style vrai », est indissociablement lié aux Lumières, d’abord en ceci qu’il était à même, en regard de la multiplicité des styles historiques que l’archéologie notamment avait mis au jour, de fournir un style moderne en adéquation avec l’esprit de l’époque, et ensuite parce qu’il permettait de donner corps à la dilection dont les adeptes des Lumières témoignaient à l’égard de la culture antique, qui était jugée moralement supérieure à la culture, frelatée et par trop légère, de l’ornementation rococo.
L’architecte Viervant faisait usage, en vue de la conception et de l’ameublement de la Salle ovale, de divers recueils de modèles architecturaux. En effet, à cette époque, à tel type déterminé de bâtiment devait répondre tel style classique spécifique, conformément aux règles du decorum, théorie architecturale qui prescrivait quelles représentations ou quel style particulier était séant dans tel ou tel espace. Ainsi, le théoricien italien de l’art Francesco Milizia écrivait-il en 1787 : « les édifices consacrés à la science et aux arts requièrent un aspect extérieur noble sans être sévère, attrayant sans être pléthorique, simple sans être austère ». Le critère d’originalité ne jouait certes qu’un faible rôle à cette époque, l’imitation n’étant pas blâmable en soi. Ce qui importait au premier chef était la capacité, dans un esprit d’excellence artisanale, de créer des ensembles harmonieux en agençant habilement un choix de motifs prédéterminés. Viervant par ailleurs semble s’être inspiré de constructions existantes qu’il connaissant pour les avoir contemplées soit dans la réalité, soit par le biais d’estampes, telles que la Bibliothèque du Roi à Versailles (1728-29) et la rotonde (aujourd’hui disparue) de la bibliothèque ducale de Wolfenbüttel (1766). Le garde-corps en ferronnerie bordant la galerie par exemple est repris de l’architecte liégeois Jean-François de Neufforge (en), les chapiteaux ioniques procèdent indirectement de travaux de Michel-Ange (par l’entremise de Vignole), et les guirlandes dans la cage d’escalier ont été empruntées à Artus Quellinus. L’ameublement, du reste, contient de nombreuses références aux sciences, aux grands penseurs et aux classiques de l’antiquité, tandis que la présence de colonnes et pilastres de style classique renvoie directement à l’architecture grecque et romaine, et aussi à celle de la Renaissance, autre période d’engouement pour les sciences. Au demeurant, il est remarquable de constater combien la ville de Haarlem compte d’édifices néo-classiques, de la plupart desquels nous sommes redevables à d’autres adeptes du baptisme, attirés particulièrement, semble-t-il, par l’élégante sobriété du style vrai, à moins que, justement, les réalisations architecturales de la fondation Teyler n’aient servi d’exemple stimulant à d’autres bâtisseurs.

#### Ameublement

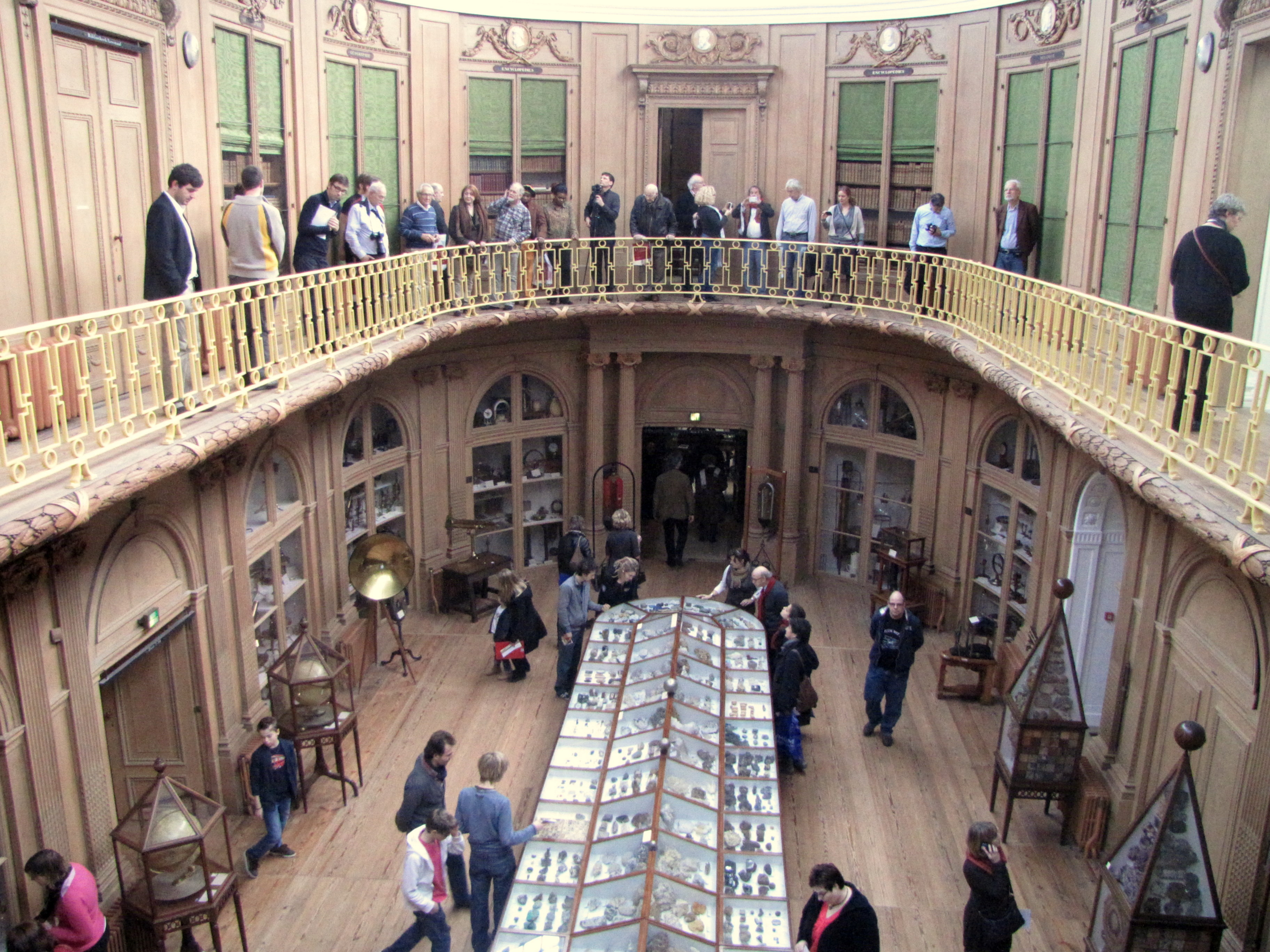
La Salle ovale, aspect actuel.

Le mobilier présent dans la Salle ovale, ainsi que le lambrissage de chêne, sont ceux, inchangés, du temps de la fondation du musée. En 1784 et 1785, Leendert Viervant dessina le grand meuble de milieu pour y conserver les collections d’art. Sur le tablier de ce meuble pouvaient être étalés et contemplés des dessins et des graphiques, et être effectuées des démonstrations. Vers 1801, l’on fut porté, pour suppléer au manque d’espace, à aménager dans ce meuble des tiroirs-vitrines pour exposer les fossiles, les minerais et les minéraux. Ce meubel de milieu était posée sur des glissières, de sorte que l’on pouvait faire coulisser le meuble dans son entier, et libérer suffisamment d’espace pour installer l’imposante machine électrostatique de Van Marum et faire avec celle-ci des démonstrations impliquant plusieurs assemblages de bouteilles de Leyde. Afin que cette machine d’aspect singulier s’accordât avec le décor de la salle, Viervant construisit, pour l’enrober, un meuble néo-classique. Les deux armoires d’acajou, à section hexagonales, destinés à recevoir les globes célestes et terrestres, datent de 1792, tandis que les deux vitrines de section carrée et à coiffe pyramidale, où sont exposées roches brutes et taillées, furent créées dix ans plus tard. Les instruments se trouvaient rangés dans des armoires vitrées disposées le long des parois. La forme, l’agencement et le contenu de cette salle n’a guère subi de changements depuis 1800.
Certaines parties de la salle ont toutefois été restaurées en 2009. Il a notamment été déterminé, à cette occasion, quelle était la couleur originelle du garde-corps de fonte de la galerie, pour ensuite la restituer. L’on a tenté aussi, mais en vain, de savoir où sur le plafond fut appliqué l’équivalent en or de 36 florins dont il est question en 1781, et l’on prit alors le parti d’orner de dorures les branches de la rosette centrale de ce plafond, sans pourtant que l’on eût constaté la trace de quelque dorure sur cette rosette.
D'après le site officiel du musée, « Davantage que d’un bâtiment, la Salle ovale fait l’effet d’un grand meuble : une armoire-bibliothèque et une vitrine. »

#### Objets exposés

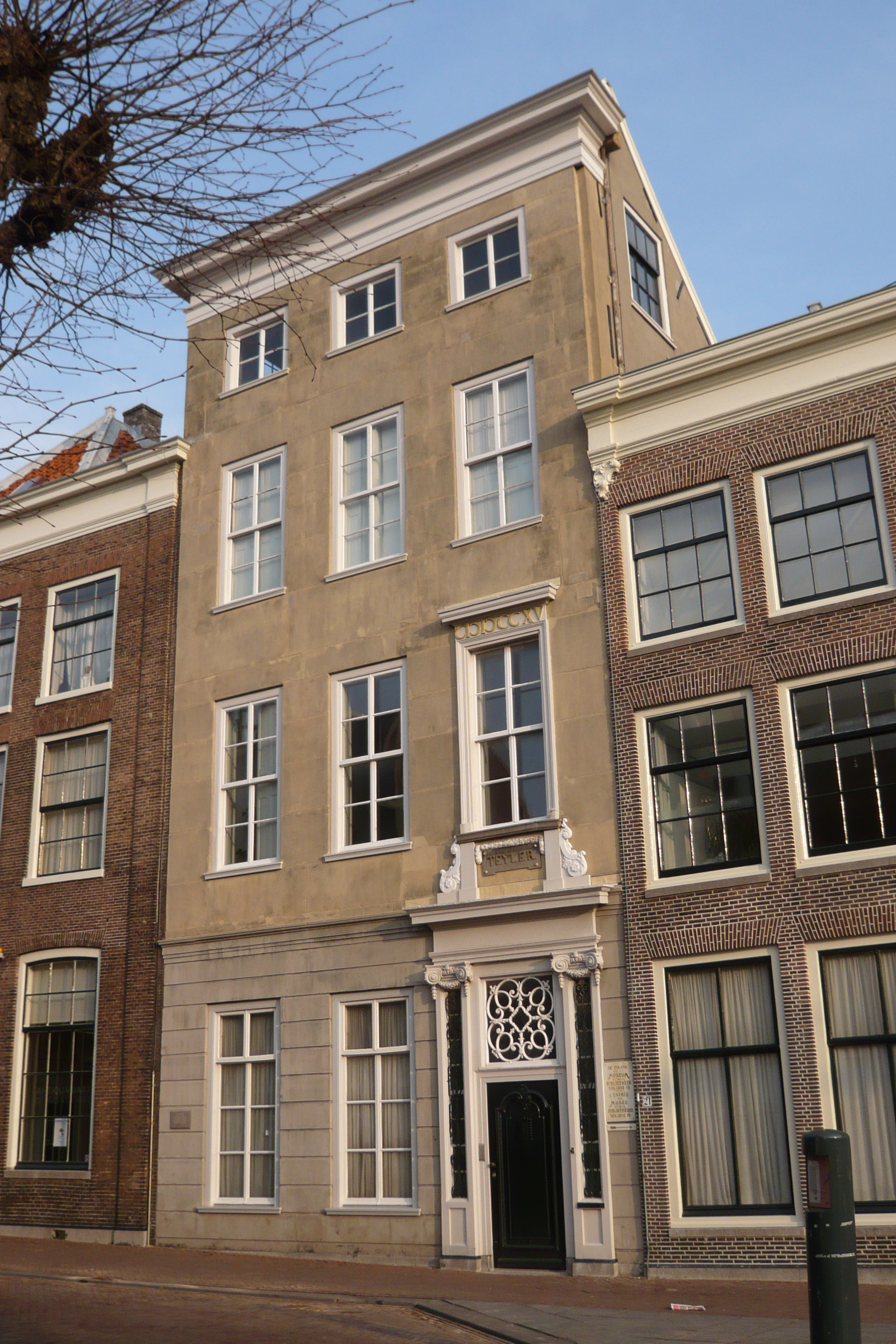
La Fundatiehuis, sise Damstraat.

Au contraire du rez-de-chaussée, la galerie de la salle centrale, dont les parois son tapissées de bibliothèques vitrées encastrées, n’est pas ouverte au public.
Depuis 1800, il n’a plus guère été touché aux objets exposés dans cette salle ; dans les vitrines centrales se trouvent rangés les minéraux, ainsi qu’un fragment de roche prélevé au sommet du Mont Blanc le 3 août 1787, par les soins d’Horace-Bénédict de Saussure, un des premiers alpinistes à avoir atteint ledit sommet, et acquis par le musée.
Dans les vitrines placées contre la paroi, et épars dans la salle, ont été disposés divers instruments et objets scientifiques. Il s’agit entre autres d’un globe terrestre et d’un globe céleste, œuvres de George et Dudley Adams de Londres.

### La maison de la Fondation
Viervant fut également mis à contribution pour effectuer des remaniements dans la maison de maître de la Damstraat, qui avait été le logis de Pieter Teylers, et qui avait pris le nom de Fundatiehuis (« Maison de la Fondation »). Compte tenu que la porte d’entrée faisait aussi office d’accès au musée, il fit doter les jambages de cette porte de chapiteaux semblables à ceux de la Salle ovale.
Dans la cour intérieure fut édifiée un petit pavillon de jardin portant les armes des Teyler. Dans la maison elle-même, à mi-course du couloir, se trouvait la Kleine Herenkamer ('petite salle de conférence'), pour lequel Viervant dessina un nouvel ameublement, et où, aujourd’hui encore, se réunissent les sociétaires de la fondation Teyler. La pièce côté jardin (tuinkamer), où Teyler avait hébergé sa bibliothèque et ses collections d’art, fut transformée en Grote Herenkamer, à usage de salle de réunion des Directeurs.

### L’observatoire

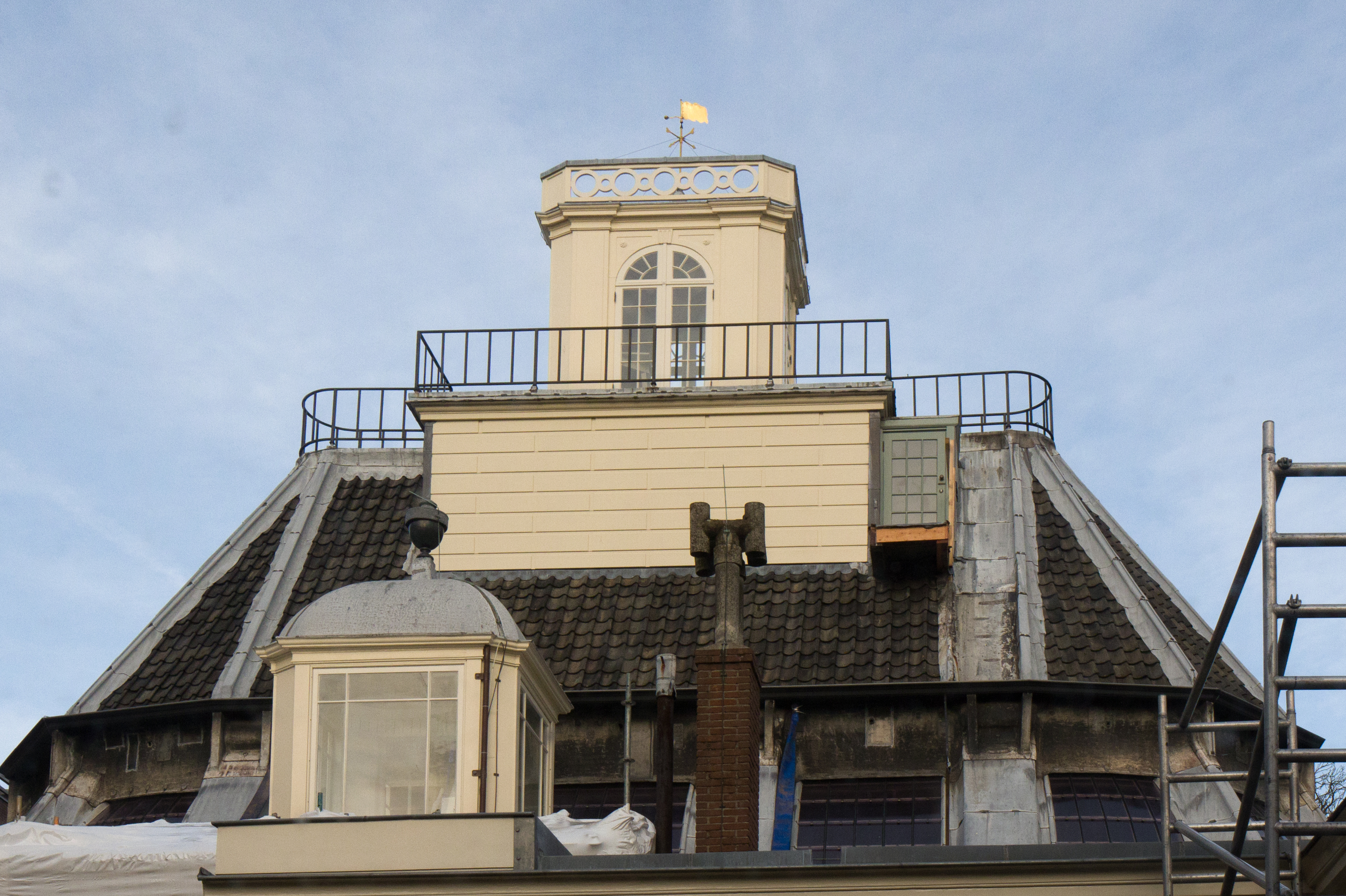
L'observatoire, tel qu'on l'aperçoit se dressant sur la toiture de la Salle ovale depuis une des fenêtres de la Fundatiehuis.

L’un des cinq premiers Directeurs, Jacobus Barnaart jr., qu’intéressait particulièrement la physique, proposa d’ériger sur la toiture de la Salle ovale nouvellement construite un observatoire astronomique. Martin van Marum, qui entre-temps s’était joint au projet, fit remarquer que le toit de la Salle ovale, étant construite en bois, et donc sujette à vibrations, ne pouvait se prêter à des mesures astronomiques précises. L’on se résigna donc à une version plus dépouillée du projet, consistant en une sorte de belvédère émergeant du toit de la Salle ovale et renfermant une unique chambre carrée à pans coupés, avec dans chaque paroi une double porte vitrée, couronnée d’une balustrade, et munie d’une girouette dont la position pouvait s’observer depuis l’intérieur. Au-dedans se trouvaient quelques armoires de rangement et des sièges spécialement conçus, munis d’un support pour télescope.
Outre le petit observatoire astronomique, une chambre noire fut montée sur le toit, et s’y maintint jusqu’à 1817. L’on s’en servit de temps à autre pour faire des dessins de la ville et de la campagne environnante.

## Collections
Le musée donne à contempler des instruments de physique du XVIIIe, parmi lesquels la plus grande machine électrostatique au monde, des fossiles, dont un fossile d’Archaeopteryx, des tableaux, des dessins, des monnaies et des médailles.

### Arts
À l’origine, les collections d’art avaient été constituées pour servir à des discussions collectives lors de Kunstbeschouwingen, présentations commentées d’œuvres d’art – dont la tradition s’est prolongée jusqu’à nos jours au musée Teyler – et de mettre les jeunes artistes en présence de modèles d’inspiration. Ces collections étaient soigneusement enrichies, gérées et – si besoin était – restaurées par le dirigeant de la collection, appelé châtelain (kastelein), lequel devait, selon une stipulation du testament de Teyler, être également artiste lui-même. Le peintre haarlémois Wybrand Hendriks (1744-1831) fut attaché à l’institut Teyler 35 ans durant et y avait son atelier. Quelques-uns des tableaux de Hendriks, tels que la Salle ovale et Cour intérieure de la maison de la Fondation, semblent avoir vu le jour à l’aide d’instruments d’optique, comme un objectif grand angle ou des miroirs convexes, et l’on peut supposer qu’il ait su faire son profit des connaissances scientifiques de Van Marum, pour qui, d’ailleurs, il lui arrivait d’exécuter des dessins d’instruments, comme la grande machine électrostatique, ou d’autres objets, comme le fossile Mosasaurus.

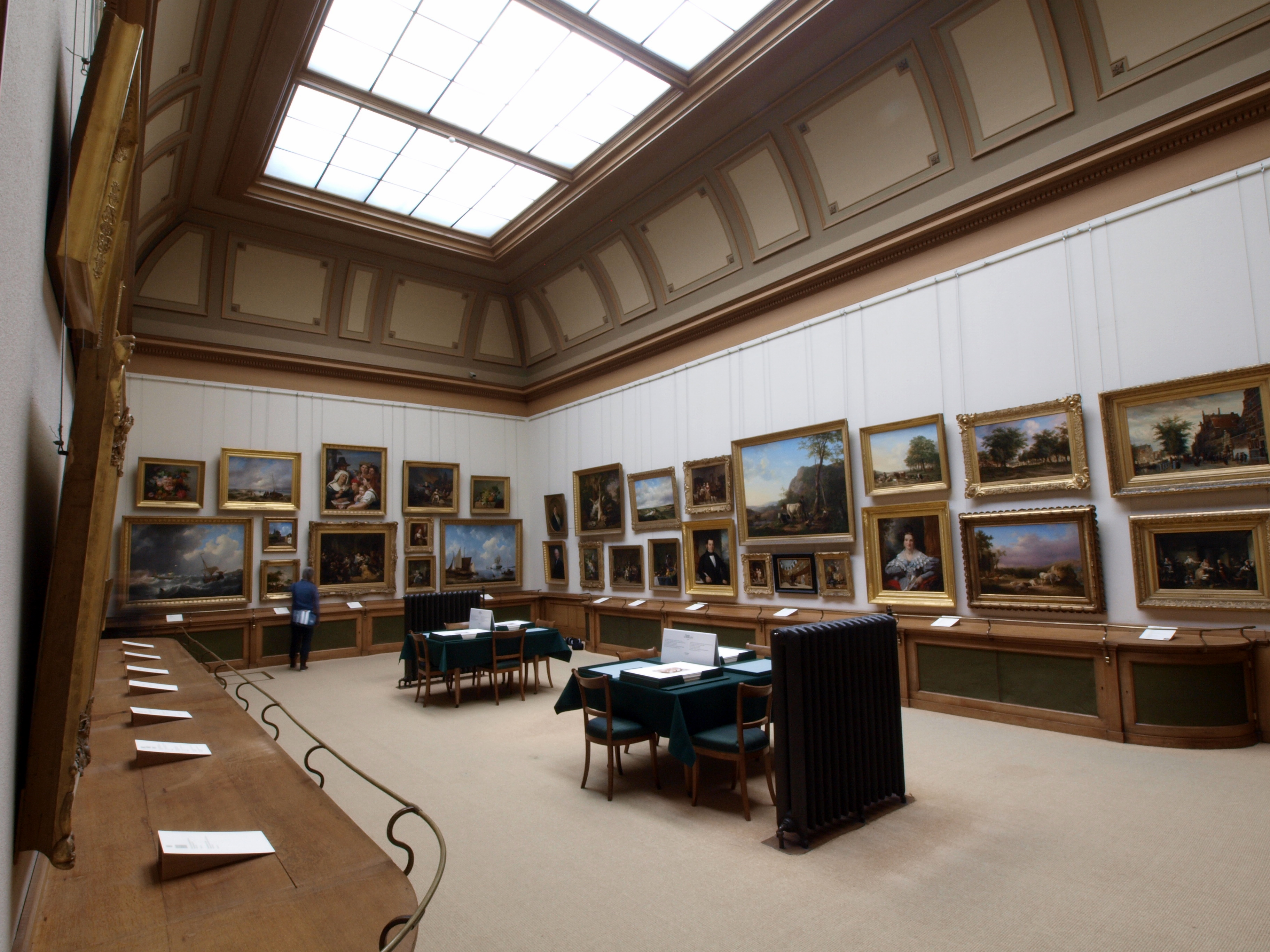
L'une des deux salles des Peintures.

Le musée a su regrouper un ensemble remarquable de dessins et d’estampes, dont 25 dessins originaux de Michel-Ange, parmi lesquels des esquisses préliminaires des fresques de la chapelle Sixtine à Rome. Le musée possède aussi des œuvres de Rembrandt, de Raphaël, de Goltzius et de Claude Lorrain.
La peinture hollandaise dix-neuviémiste est également représentée : le courant romantique (avec e.a. Barend Cornelis Koekkoek) et l’école dite de la Haye.

### Sciences
À l’époque des Lumières, l’on s’appliquait à tout examiner, mesurer et classer. L’on observait l’univers à l’aide d’instruments d’optique aux performances sensiblement améliorées par rapport à la période précédente. L’on évaluait les potentialités de la vapeur et étudiait en même temps l’électricité, statique et dynamique. Des expériences menées sur la combustion des gaz permirent à la science physique de s’affranchir de l’alchimie et de s’élever au rang de science moderne.
Pour contribuer au développement des sciences naturelles, le premier directeur de l’institut Teylers, Martin van Marum, se livra dans la Salle ovale à des recherches sur l’électricité statique. Il commanda des modèles de turbines et de grues afin d’expliquer par la démonstration les principes de l’hydraulique. Des fossiles, comme le Mosasaurus et le Homo diluvii testis (en réalité le fossile d’un lézard géant, comme le lui fit observer Frédéric Cuvier, lors de sa visite au musée), furent acquis par l’institut en vue de recherches futures.
Afin de diffuser les connaissances dans les domaines des sciences, des expériences scientifiques étaient accomplies en public, en particulier avec la grande machine électrostatique (la plus grande du monde) de Van Marum. De même, le musée organisait des conférences et éditait des publications.

#### Instruments et machines

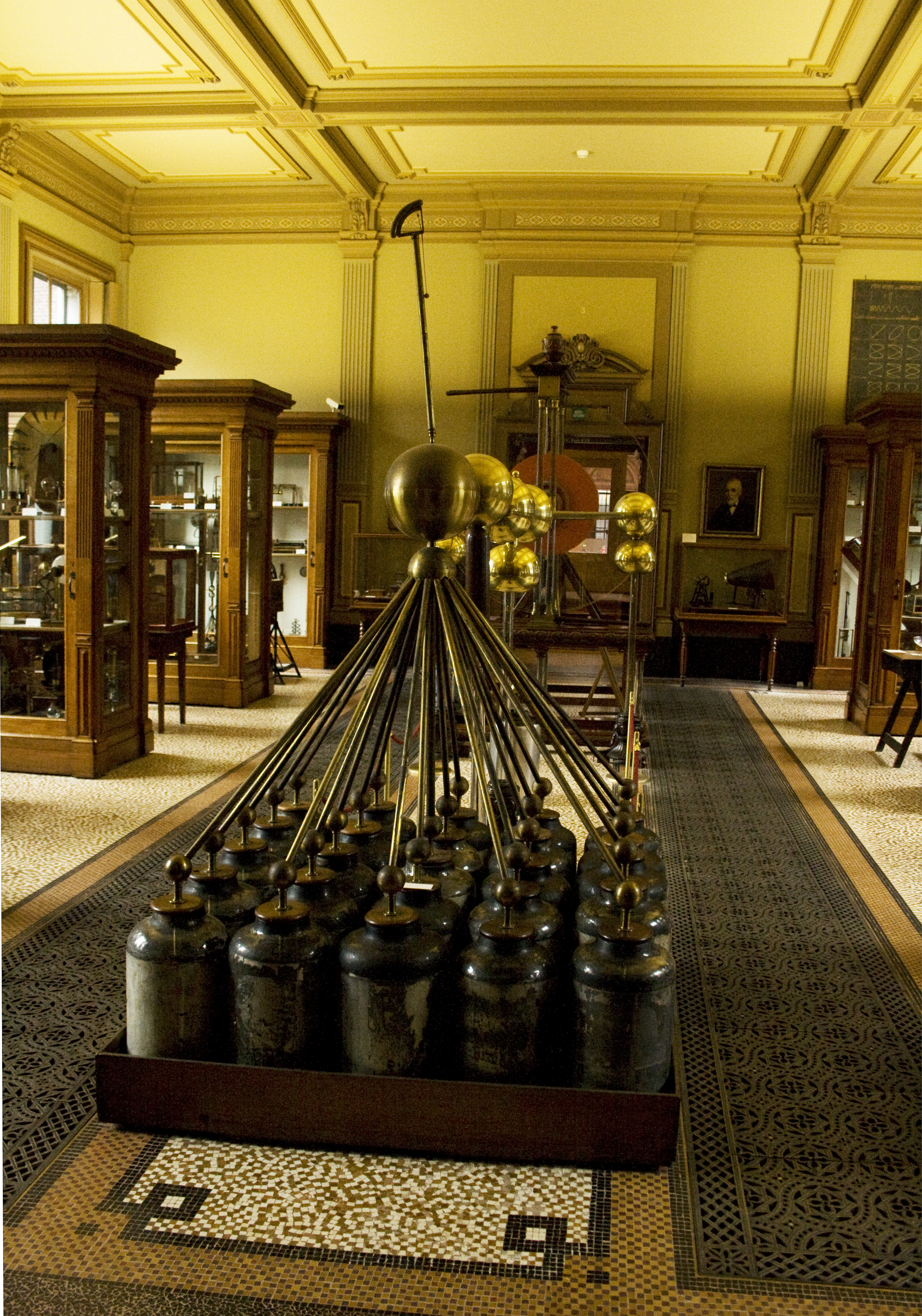
La salle des Instruments.

Le cabinet de physique se compose de la collection d’instruments de recherche et de démonstration telle qu’elle a été peu à peu constituée par les conservateurs qui se sont succédé entre 1784 et 1909. Il comprend quelque 1 250 objets, dont environ 500 ont été acquis par Van Marum. Les centres d’intérêt scientifiques respectifs des conservateurs successifs déterminèrent pour une grande part le type d’instruments dont le musée allait faire l’acquisition.
Le musée Teyler est l'un des rares lieux où une collection ancienne d’instruments scientifiques ait été conservée au sein même de son environnement historique. Pour mieux donner à voir la fonction que lesdits instruments remplissaient dans la Salle ovale, une réplique de quelques-uns d’entre eux a été réalisée en guise de modèle virtuel, en fixant le choix sur ceux des instruments qui ont marqué les grands développements de la pensée scientifique durant les Lumières. Cet ensemble de répliques est en expansion et il est prévu qu’elles puissent plus tard être manipulées par le public.
Machine électrostatique
   
La grande machine électrostatique, conçue en 1784 par Van Marum et exécutée par le constructeur d’instruments amstellodamois John Cuthbertson, fut pendant quelque temps l’instrument le plus considérable au monde pour la conduite d’expérimentations sur l’électricité statique. La charge engendrée par la friction était stockée dans des bouteilles de Leyde, puis employée à observer l’effet de fortes décharges sur différents matériaux et organismes vivants. Vers 1800 cependant, c’est-à-dire 15 années seulement après sa construction, la machine de Van Marum vit sa carrière scientifique prendre fin avec l’avènement de la pile de Volta, premier accumulateur d’électricité, grâce à laquelle les expériences électriques pouvaient désormais être effectuées principalement avec de l’électricité dynamique, et fut alors déclassé en pièce de musée utilisée uniquement à des fins de démonstrations publiques.
Pile à colonnes de Volta
 
La pile à colonnes de Volta, peu spectaculaire à première vue, permet, grâce à une réaction chimique dans la colonne, de produire, au lieu de courtes et fortes décharges d’électricité statique, comme en engendrait la machine électrostatique, un courant continu qui se maintient aussi longtemps que dure la réaction.
Chambre de combustion

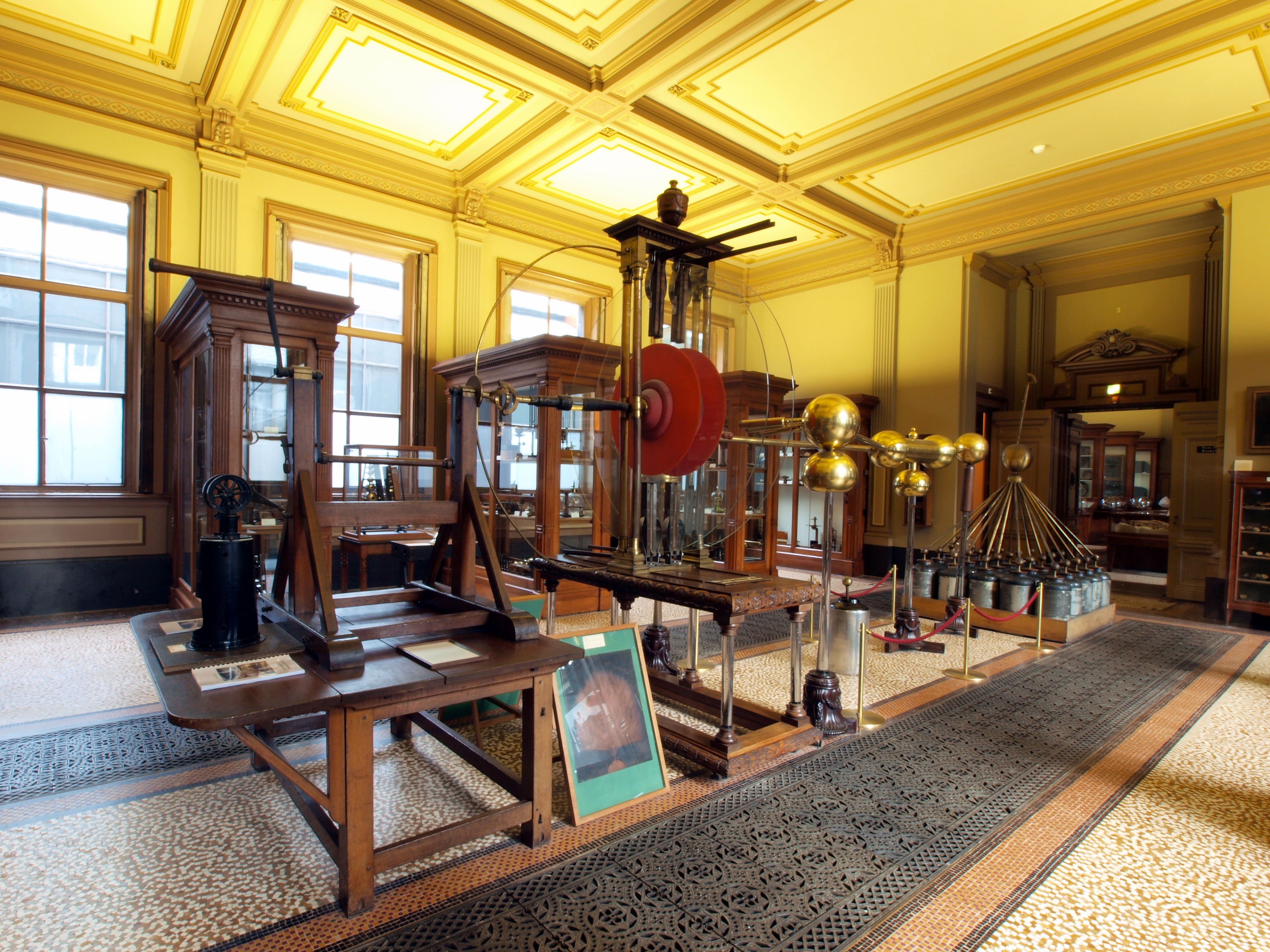
La machine électrostatique de Van Marum.

Jusqu’au XVIIIe siècle, les scientifiques croyaient que la combustion était imputable à une substance particulière, le phlogistique, que l’on supposait être libéré pendant le processus. La chambre de combustion exposée dans le musée, qui fut construite en 1790 par F. W. Fries, permit de réfuter cette idée fausse. L’appareil fit la démonstration de ce que la combinaison de gaz oxygène et de gaz hydrogène produit de l’eau ; l’eau ainsi produite, après s’être condensée sur les parois froides de la sphère de verre, est recueillie dans un bassinet et pesée. Cet appareil incarne bien l’esprit des Lumières, qui faisait grand cas d’expériences faisant intervenir à la fois l’observation et la réflexion personnelle, et où il s’agissait de mesurer et peser avec précision.

#### Globe céleste
Grâce à la notable amélioration, au courant du XVIIIe siècle, de la précision des instruments d’optique, notamment des télescopes, le savoir concernant les corps célestes, proches ou lointains, augmenta considérablement. En 1790, au moment où les connaissances du système solaire furent figées par George Adams sous la forme du globe céleste – planétarium en miniature – qui est exposé dans la Salle ovale, les planètes Uranus et Pluton n’avaient pas encore été identifiées. En outre, plusieurs des lunes des grandes planètes Jupiter et Saturne restaient encore à découvrir.
Toujours dans le domaine de l’astronomie, le musée possède huit télescopes antérieurs à 1800, qui appartiennent au cabinet de physique. Parmi ceux-ci figurent des modèles précoces de télescopes achromatiques, un rarissime télescope binoculaire et un télescope à miroir de William Herschel.

#### Minéraux et fossiles

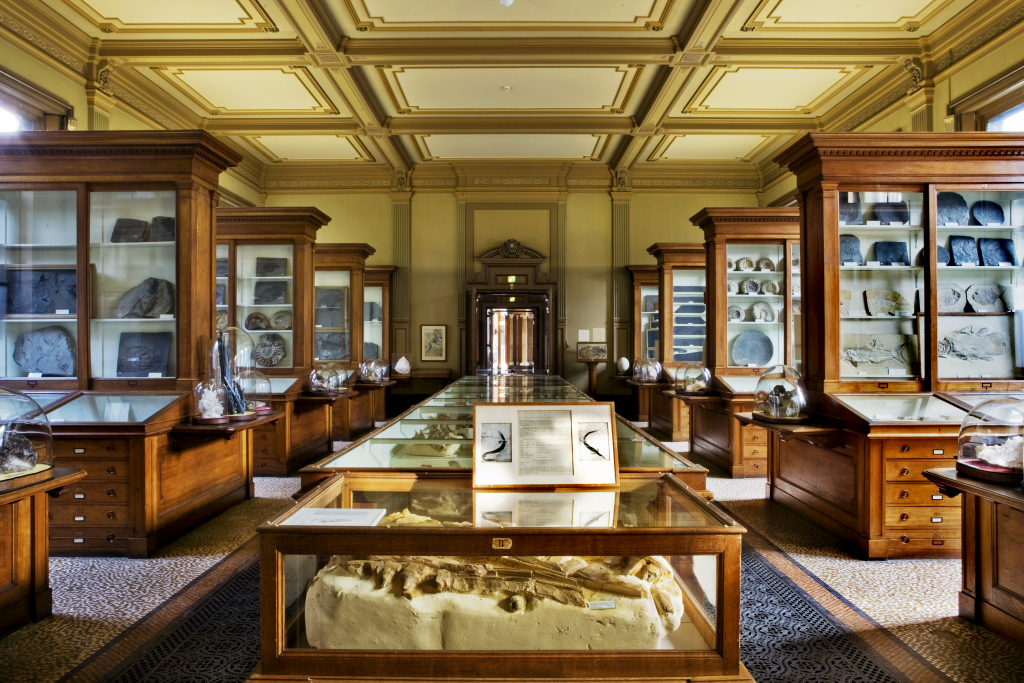
Deuxième salle des Fossiles.

Le cabinet de paléontologie et minéralogie comprend une vaste collection de fossiles, de minéraux et de roches, en provenance de divers lieux épars dans le monde entier. À l’origine de cette collection se trouvent les acquisitions faites par Martin van Marum dans le domaine des fossilia, domaine regroupant aussi bien les fossiles que les roches, les minerais et les minéraux. Ici comme pour les autres collections, l’intérêt scientifique des conservateurs successifs a été déterminant pour la composition du fonds. Aussi les collections reflètent-elles les conceptions en géologie et en théorie de l'évolution ayant eu cours à différentes époques.
La collection de fossiles comprend plus de 22 000 pièces. Parmi les acquisitions de Van Marum, beaucoup sont considérées aujourd’hui encore comme des objets de premier plan : ce sont e.a. les fossiles extraits de la Montagne Saint-Pierre (près de Maastricht, 1785), le Homo diluvii testis (de 1802), et le crâne de mammouth exhumé à Heukelum. Ses successeurs entrèrent en possession d’ensembles de fossiles provenant des montagnes d’ardoises du Bade-Wurtemberg (Holzmaden, Bad Boll et Ohmden, remontant au jurassique inférieur), des roches calcaires de Bavière (Solnhofen, remontant au jurassique supérieur) et des molasses d’Oeningen (dans la Lande de Lunebourg, en Basse-Saxe, remontant au miocène), tous d’une haute valeur scientifique. Est à signaler également la collection de fossiles découverts à Tegelen, près de Venlo, dans le Limbourg, dont Eugène Dubois fit l’acquisition au profit du musée.
L’intérêt de la collection de roches (4153 pièces) et de minéraux (7303 pièces) réside aussi dans le fait qu’elle a gardé une grande partie de ses anciennes étiquettes minéralogiques. De même, la disposition des objets dans la Salle ovale est restée quasi inchangée depuis que Tiberius Winkler les classa vers 1860. Méritent l’attention également les deux séries de modèles de cristaux, l’une de Jean-Baptiste Romé de L'Isle (448 pièces), l’autre, la plus complète encore existante, établie selon la classification de René Just Haüy (627 pièces). Enfin, le cabinet compte dans son fonds quelque 4000 répliques et moulages de fossiles.

### Bibliothèque

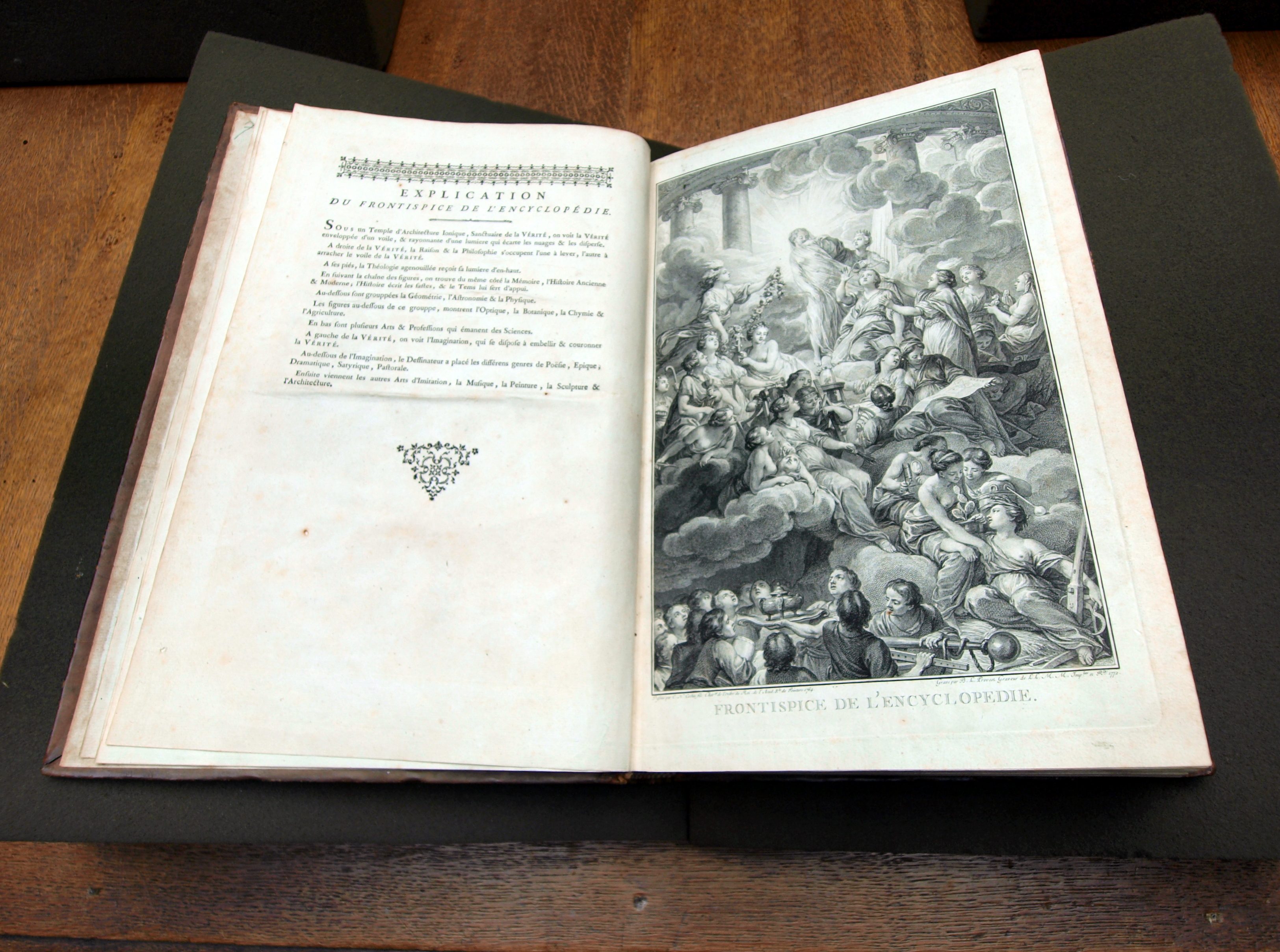
Exemplaire de lEncyclopédie de D'Alembert appartenant au fonds du musée Teyler.

La collection d’ouvrages de science naturelle, qui forme depuis 1987 un ensemble clos, comprend quelque 125 000 volumes et couvre les domaines de la botanique, de la zoologie, de la paléontologie et de la géologie. Il s’agit de monographies, de séries et de périodiques datant du dix-huitième, du dix-neuvième et du début du vingtième siècle. Les ouvrages de systématique botanique et zoologique, souvent pourvus de somptueuses illustrations coloriées à la main, composent un ensemble unique, et gardent jusqu’à aujourd’hui encore une certaine valeur scientifique. La bibliothèque contient en outre de beaux atlas anciens et un important ensemble de récits de voyage des XVIIIe et XIXe siècles.

## Valeur patrimoniale
Le musée Teyler est un parmi les quelques centaines de monuments nationaux (rijksmonumenten) que compte la ville de Haarlem. Sa candidature ayant été officiellement proposée par le gouvernement néerlandais en janvier 2012, le site du musée figure sur la liste provisoire du patrimoine mondial de l’UNESCO ; une décision quant à son inscription définitive devrait avoir été prise à l’été 2013.
Les Monuments historiques des Pays-Bas justifient ainsi le classement de l’édifice au titre de monument national : « Le musée Teyler apparaît, au regard de l’histoire culturelle et architecturale, d’une grande valeur générale en tant qu’il est le premier musée public jamais créé aux Pays-Bas, que son extérieur autant que son intérieur sont demeurés dans un état de conservation exceptionnel, et qu’il est caractéristique, au plan du programme, de l’architecture et de la décoration, tant des idéaux de la fin du XVIIIe que des conceptions qui avaient cours au XIXe siècle relativement à la fonction et à l’aménagement d’un musée. Avec sa façade richement décorée sur la Spaarne et la singulière silhouette des toitures aux formes particulières qui coiffent les salles bordant la Nieuwe Appelsteeg, le musée Teyler possède une haute valeur situationnelle au sein du paysage urbain de Haarlem, que les pouvoirs publics ont placé sous leur protection. […] La façade principale constitue un élément marquant dans la rangée de façades contiguës alignées le long de la Spaarne. »

## Notes et références

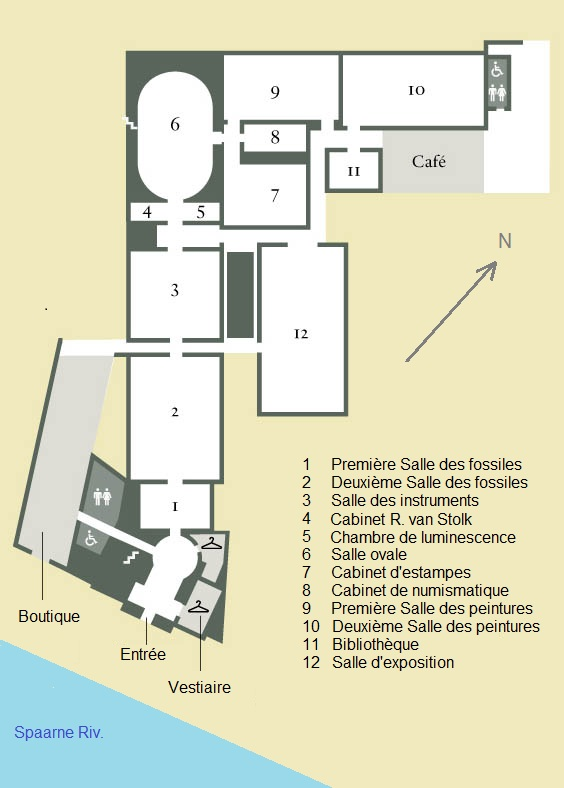
Plan du musée.